# ガガガSP
ガガガSP（ガガガスペシャル）は、日本のパンク・ロックバンド。LD&K所属。1997年に兵庫県神戸市で結成。2002年にメジャーデビュー。2000年代前半に起きた青春パンクブームの牽引役とされ、「日本最古の青春パンクバンド」とするメディアが存在する。

## メンバー
- コザック前田（-まえだ、1979年9月30日（45歳） - ）唄い手（ボーカル）

本名は、前田泰伸。ソロとしても活動中。
2004年、泉谷しげるとユニットを結成し、シングル『生活／永遠のウソつき』をリリース。また、ソロアルバム『東須磨は夕方6時』もリリース。
芸名の由来は長野オリンピックのフリースタイル・スキーモーグル競技で里谷多英の「コザック」を見た友人に『脚を開いているからスケベなお前にぴったりだ』と言われ名前にした。
オリックス・バファローズを応援しており、小田裕也選手やグレッグ・ラロッカ選手などのオリックスの選手応援歌の作曲もしている。2003年、当時のグリーンスタジアム神戸で君が代の独唱を行った。
2008年2月3日、神戸の生田神社で行われた節分祭にガガガDXとして参加後、マスコミの前で2歳下の看護師の女性との入籍を発表。7月25日、HP上で第1子の誕生を発表した。
2010年7月6日、自身の浮気が原因で離婚したことをブログで公表。なお、離婚の事実を当面の間は公表しないと元妻と約束したが、公表したことを軽率な行動だったと謝罪した。
PVで泉谷しげると共演した際に煙草を吸うシーンがあり、その際に前田は禁煙していたが泉谷に勧められて吸ったところマールボロライトを愛煙するようになった。
高校時代に幼馴染が結成していた「ピンクモータース」というバンドがあり、卒業ライブの際に参加したことが歌うたいの契機となる。当時は渋谷系の音楽などを好んで聴いていたが、特徴を付けるために現在のような歌唱スタイルへ変化した。熱狂的なサイキッカー（誠のサイキック青年団ヘビーリスナー）であった。
2023年12月には読売テレビの取材に応じ、アルコール依存症と睡眠薬依存症と闘っていると語った。
- 山本聡（やまもと さとし、1981年9月15日（43歳） - ）ギター弾き手（ギター）

アルバム『無責任一家総動員』より「ガッタ山本」へ改名したが、立食パーティーをしなかったことで『つなひき帝国』以降は元の本名名義に戻っている。メンバーからの愛称は「やまもっさん」。
2006年5月のライブイベント「GOING KOBE'06feat.神戸まつり」でステージから落下し、骨折した。
2009年2月に結婚。7月に第1子が誕生。
2013年よりドラマチックアラスカをはじめ、アーティストへの楽曲プロデュースしている。
- 田嶋悟士（たじま さとし、1981年3月30日（44歳） - ）叩き手（ドラム）

愛称は「たぁじん」。2010年より神戸三ノ宮にて「鬼味噌田嶋屋」という俺流居酒屋をオープン。毎年、田嶋屋で5月のオープン記念日にガガガSPでアコースティックライブを行っている。
- 桑原康伸（くわはら やすのぶ、1980年11月14日 - 2025年2月5日、44歳没）ベース弾き手（ベース）

ドラムの田嶋は高校の同級生。愛称は「旦那（だんな）」。本人いわく「ベースという楽器に出会わなかったら私は今頃どうなっていたんだろうか」とのこと。高校在学中、当時の友人のバンドに参加する際に訳も分からずベースを買わされたことが契機となる。父親の桑原康雄はマンドリン奏者であり、桑原自身も幼少時に父からマンドリンを教わっていた。
高橋瞳に楽曲を提供している。
2012年8月に急性膵炎を発症し、東京女子医大病院で療養。山本がお見舞いに行った際に、ICUで桑原の寝るベッド際にリップクリームが紐で括り付けられており、涙ぐむ桑原の母の横で笑いが止まらなくなったという。
2015年7月に結婚。2016年3月長男が生まれる。
2025年2月5日未明、心不全のため死去した。44歳没。

### 元メンバー
- 藤原秀貴、ベース（アルバム『ガガガSP登場』まで）
- 綱目圭（つなめけい）、ベース（シングル『卒業』まで）

## 来歴・概要
1997年結成。2000年末にインディーズから「京子ちゃん」でデビュー。2002年にシングル「卒業」でソニー・ミュージックレコーズ（SME）からメジャーデビューし、2006年11月まで所属し、2007年1月以降はLD&Kに所属している。また、自主レーベル「俺様レコード」で活動している。グループ全員が神戸市内出身。メンバーの桑原と田嶋は高校時代の同級生である。
STANCE PUNKS、サンボマスター、銀杏BOYZ、四星球などと交流が深い。LD&K所属。バンド名の由来はコザック前田いわく「東京ガガガ」から引用したという。
- 1996年3月、神戸にてボーカルの前田が無理矢理引っ張り出され唄わされたバンド、「ピンクモータース」を結成。1997年12月に友人と神戸ルミナリエにて、路上パフォーマンスをするべくユニット「ガガガ」を結成。同パフォーマンスにおいて3万円の投げ銭をもらい、バンド継続を決定。1998年3月の前田の高校の卒業ライブにて5人編成でライブを行った。ここでも客から高評価だったため卒業後も継続を決定。同年8月に前田と片山という男性とで弾き語りユニットを結成。変なことばかりをしていた功績が認められ求人雑誌「アルパ」に「街のパフォーマー」として掲載される。その後まもなく4人編成のバンドになるが、すぐメンバーが脱退してしまい3人であったり前田だけになったりした。その後にドラムのメンバーが脱退したので、当時同じ店でアルバイトをしていた田嶋を誘い、その後ライブハウスにチラシを貼りに行った際に山本と会話し、しばらくして加入。それから、以前から度々ライブハウスに来ていた桑原が加入した。ギターは、山本加入以前は前田がコード弾きをしていた。
- 2000年6月、自主イベント「長田行進曲～第二作目」において神戸スタークラブの動員記録を塗り替える。
- 2001年2月 - 3月、初の全国ツアー「21世紀フォークガガガSPツアー」（計16ヵ所）敢行。
- 2001年9月 - 11月、「神戸選抜ガガガSPツアー」（計45ヵ所）敢行。
- 2002年3月 - 6月、「卒業アルバムツアー」（計55ヵ所）敢行。過密スケジュールのため、前田が喉を壊し、岐阜・福井の2公演が延期になった。
- 2002年8月、「RISING ROCK FESTIVAL 02 SUMMER SONIC 02」出演。「RISING SUN」においては観客が押し寄せ、ライブ前にもかかわらずステージ前の柵が崩壊した。
- 2002年11月、甲南大学の学園祭の際、客のあまりの盛り上がりにライブ会場の床が抜ける。
- 2003年8月、MONSTER baSH03/SkyJamboree03/ARABAKI ROCK FEST03出演。
- 順調に活動をしていたが2003年末、突然活動休止。翌年5月、「祭りの準備」リリースで一旦復活を果たし、シングルのリリースも相次いだが、2005年3月、再び活動休止（原因は前田のパニック障害）。そして、2005年8月、大阪シャングリラにて復活ライブを行った。
- 2004年5月、初のワンマンツアー、ガガガSPワンマンツアー2004「俺様精神旺盛」（計10ヵ所）敢行。
- 2004年8月、MONSTER baSH04 SET ROCK04にてライブ主演ではなく、出店の屋台にて参加、しかしMONSTER baSH04においてはサンボマスターのライブに飛び込みで出演。
- 2006年4月、ARABAKI ROCK FEST06出演。
- 2006年4月 - 9月、ガガガSPツアー2006「青春狂時代」（計38ヵ所）敢行。ここで8公演が延期になった。
- 2006年9月、大阪なんばハッチにてツアー2006「青春狂時代」追加公演、「長田大行進曲～一回表」敢行。
- 2008年2月2日、公開の映画『結婚しようよ』（佐々部清監督）で、映画デビューを果たす。
- 2006年11月21日、自身のブログにて、前週付けでインディーズに戻ったことを発表した。約4年10ヶ月のメジャー生活を終え、自己レーベル「俺様レコード」を設立した。そして、その第1弾シングルとして2007年1月24日にニューシングル「神戸駅」を発売。オリコンシングルチャートは、42位にランクインした。
- 2007年4月25日にインディーズシングルを含むベストアルバムを発売（発売元はソニーミュージック）。
- 2007年12月、メガマサヒデ及びセックスマシーンの森田剛史を加えた期間限定ユニット「ガガガDX」を結成。日産自動車「セレナ」のCM曲「にんげんっていいな」（中島義実 & ヤング・フレッシュのカバー）をレコード会社直営サウンドで先行リリース。デイリーチャート最高2位、ウィークリーで5位を記録した。
- 2009年8月、日本テレビ系列「24時間テレビ 「愛は地球を救う」に出演。ガガガSPの来歴が放送された。
- 2011年3月15日、デビュー10周年となる記念ベストアルバム「俺様天才偉業集」をリリース。
- 2011年3月、東日本大震災の発生を機に復興支援ソングとしてガガガDXを再結成して「火の鳥」を配信。同年3月から4月にかけて前田がチャリティーライブとしてソロ弾き語りライブを敢行した。
- 2012年5月26日、バンド結成15周年を記念して、全国ツアー「結成15周年記念 47都道府県ツアー前半戦～周年から執念へ～」を敢行。
- 2012年8月14日、アルバム「日常アナキズム」レコーディング中に桑原が体調不良を訴え、東京都内の病院に搬送された。のちに、桑原の病気は、「急性膵炎」だと診断され東京女子医大に入院することになった。これに伴って、同年8月から行われる予定だった、全国ツアー「結成15周年記念 47都道府県ツアー後半戦～執念から正念場へ～」、12月に開催予定だったガガガSP主催の野外ライブフェス「長田大行進曲」の中止、アルバム「日常アナキズム」のリリースの延期を余儀なくされ、バンドは一時活動休止となった。
- バンドの活動休止期間中、前田がソロ弾き語りライブを行っていた。
- 2013年1月14日、神戸のライブハウス「神戸Star Club」でバンド復活ライブ「新生桑原康伸誕生！ガガガSP復活ワンマン。16年目突入！俺らはこういうバンドだ！」で活動を再開。翌日に3年8か月ぶりのリリースとなるアルバム「日常アナキズム」をリリースした。
- 2013年4月、テレビ東京系アニメ「ムシブギョー」の第1期主題歌を担当[6]。

自動車のコマーシャルソングを3度にわたり担当し（うち一度はガガガDX名義）、いずれも、既存の楽曲のカバーとなっている。1回目は2002年、トヨタ・ヴォルツの「世界は二人のために」（佐良直美のカバー）。2回目は2006年、日産・セレナの「My First Kiss」（あんしんパパの「はじめてのチュウ」の英訳版（Hi-STANDARDが歌唱したもの）のカバー（アレンジはCMオリジナル）。そして3回目は2007年、同じく日産・セレナの「にんげんっていいな」である（前出）。

## プロ野球チームとの関わり
大半の楽曲が、プロ野球チームの応援歌として流用されている。
- オリックス・バファローズ
  - コザック前田がオリックスファンである縁から、楽曲提供のみならず応援歌CDへの出演も果たすなど応援団との交流が深い。
  - 得点時 - つなひき帝国（得点帝国）
  - グレッグ・ラロッカ - のちにトニ・ブランコら外国人選手を中心に流用。
  - 早川大輔 - のちに森山周、小田裕也など俊足選手に流用。
  - マルチテーマ（讃丑歌） - 大阪私設應援團のメンバーとの合作。
  - 前田がオリジナルで作曲し、オリックスの私設応援団に提供した応援歌もある（和田益典のブログより）。
- 福岡ソフトバンクホークス
  - チャンステーマ（関西限定） - 弱男（鷹の道）
- 千葉ロッテマリーンズ(いずれも2010年以降は使用されていない)
  - 塀内久雄 - はじめて君としゃべった
  - 澤井良輔 - 卒業

## ディスコグラフィー

### シングル
|      | 発売日         | タイトル                    | 規格品番                                     | 収録曲 | 備考 |
| ---- | -------------- | --------------------------- | -------------------------------------------- | --- | --- |
| 1st  | 2000年12月25日 | 京子ちゃん                  | R3RCD-008                                    | 京子ちゃん／がらんどう～Gallando～                                                                                    | 現在は廃盤。 |
| 2nd  | 2001年8月10日  | 線香花火                    | R3RCD-013                                    | 線香花火／自衛隊に入ろう（高田渡のカバー）／言葉／東京                                                                | |
| 3rd  | 2002年1月17日  | 卒業                        | SRCL-5218                                    | 卒業／里帰り／愛 | メジャーデビュー作。オリコン最高30位、登場回数18回 |
| 4th  | 2002年8月26日  | 国道二号線                  | R3RCD-021                                    | 国道二号線／梅男／青春街道一直線                                                                                      | カップリング曲『梅男』の歌詞の関係でインディーズから発売。オリコン最高26位、登場回数9回 |
| 5th  | 2002年10月9日  | 晩秋                        | SRCL-5418                                    | 晩秋／塩男／世界は二人のために                                                                                        | カップリング曲『世界は二人のために』（佐良直美のカヴァー）はトヨタ・ヴォルツのCMソング。オリコン最高7位、登場回数19回                                                                             |
| 6th  | 2003年1月17日  | 満月の夕                    | SRCL-5520                                    | 満月の夕／問題はない                                                                                                  | オリコン最高11位、登場回数6回 |
| 7th  | 2004年5月26日  | 祭りの準備                  | SRCL-5742:CCCD SRCL-6187:CD                  | 祭りの準備／学生さんよ／手紙                                                                                          | オリコン最高44位、登場回数7回 |
| 8th  | 2004年8月18日  | 忘れられない日々            | SRCL-5781:CCCD SRCL-6194:CD                  | 忘れられない日々／旅／あたたかい月                                                                                    | PVには森三中が出演している。オリコン最高29位、登場回数6回 |
| 9th  | 2005年2月2日   | はじめて君としゃべった      | SRCL-5873                                    | はじめて君としゃべった／全ては変わった／津山の夜(ザ・ボートレース Ver.)                                               | テレビ東京系アニメ『NARUTO -ナルト-』エンディングテーマ曲。オリコン最高28位、登場回数7回 |
| 10th | 2005年5月25日  | つなひき帝国/全国無責任時代 | SRCL-5919                                    | つなひき帝国 ／全国無責任時代／ヘボヘボ                                                                               | 『つなひき帝国』はダイドー・D SPORTs MIUのCMソング&NHK『めざせ!会社の星』テーマソング、『全国無責任時代』はテレビ東京系アニメ『ケロロ軍曹』2代目オープニングテーマ。オリコン最高28位、登場回数4回 |
| 11th | 2006年1月25日  | 夢のような日々              | SRCL-6218                                    | 夢のような日々／さんま焼けたか／雪の街                                                                                | PVには笑い飯の西田幸治が出演している。オリコン最高62位、登場回数3回 |
| 12th | 2006年4月5日   | 人間なのさ                  | SRCL-6251                                    | 人間なのさ／正義の味方／四季の移り変わりと君と僕                                                                      | 『人間なのさ』はアイフルのCMソング。オリコン最高44位、登場回数3回 |
| 13th | 2007年1月24日  | 神戸駅                      | OSRCD-1                                      | 神戸駅／遠距離恋愛／真面目王／My First Kiss                                                                           | インディーズに戻り、自己レーベル「俺様レコード」からの第1弾シングル。『My First Kiss』は日産・セレナのCMソング。オリコン最高42位、登場回数5回                                                     |
| 14th | 2007年6月19日  | 野球少年の詩                | OSRCD-002                                    | 野球少年の詩／player／これからの日々／ノーミュージックノーベースボール                                                | 「俺様レコード」から第2弾シングル。『PLAYER』『これからの日々』は関西テレビ『プロ野球中継2007』イメージソング。オリコン最高53位                                                                   |
| 15th | 2008年8月5日   | 八月の出来事                | OSRCD-004                                    | 八月の出来事／夏のマボロシ／アイラブフォークソング／一瞬で                                                            | 「俺様レコード」から第3弾シングル（ただし関西限定リリース）。『八月の出来事』は関西テレビ『こどものうた』8月度マンスリーソング。オリコン最高151位                                                 |
| 16th | 2009年2月17日  | 恋は永遠/デッドライジング   | OSRCD-005:初回生産限定盤 OSRCD-006:通常盤    | 恋は永遠／デッドライジング／メッセージソング                                                                          | 「俺様レコード」から第4弾シングル。『デッドライジング』はカプコンWii用ソフト「デッドライジング ゾンビのいけにえ」タイアップ曲。オリコン最高81位                                                   |
| 17th | 2013年5月22日  | 友よ                        | AVCA-62076B:CD+DVD AVCA-62077:CD             | 友よ／ある一つの生きるという事／友よ（instrumental）／ある一つの生きるという事（instrumental）                        | avex entertainment移籍後、初のシングル。「友よ」はテレビ東京系アニメ「ムシブギョー」主題歌。「ある一つの生きるという事」はNHK、Eテレのドラマ「現代の妖怪」主題歌。DVD付。オリコン最高112位        |
| 18th | 2014年6月25日  | こんちきしょうめ            | LDCD-50101B:初回生産限定盤 LDCD-50102:通常盤 | こんちきしょうめ／別に、いや別に・・・／こんちきしょうめ／別に、いや別に・・・                                        | 「こんちきしょうめ」はテレビ東京系アニメ「デュエル・マスターズVS」主題歌。初回限定盤は、DVD付。オリコン最高117位                                                                                  |
| 19th | 2021年5月19日  | ロックンロール              | OSRCD-015                                    | ロックンロール / 真夜中の恋人 / ミュージック / ならば青春よ / 青春時代(LIVE) / 光(LIVE) / 言葉(LIVE) / 線香花火(LIVE) | 前作以来7年ぶりのニューシングル。オリコンデイリー最高29位 |

### 配信限定
| 発売日         | タイトル                            | 収録曲                                                                                                  | 備考 |
| -------------- | ----------------------------------- | --- | --- |
| 2007年3月28日  | 心の空                              | 1. 心の空 2. 君のこと                                                                                   | |
| 2007年9月26日  | LIVE from Tokyo （iTunes Exclusive) | 1. 青春時代 2. 神戸駅 3. 恋にいのちを 4. 人間なのさ 5. 自衛隊に入ろう 6. すばらしき人生 7. つなひき帝国 | ライブアルバム 同年8月9日にApple Store Shibuyaで行われたインストアライブの模様を収録。                             |
| 2011年2月9日   | 卒業/大勝利                         | 1. 卒業-2011- 2. 大勝利 3. ゆけゆけ飛雄馬                                                               | 「大勝利」は、「びっくりパチンコ巨人の星」のテーマソング 8枚目のアルバム「日常アナキズム」にも収録されている。     |
| 2011年3月23日  | 火の鳥                              | 1. 火の鳥                                                                                               | ※ガガガDX名義 |
| 2011年11月16日 | 燃やせ!!                            | 1. 燃やせ!!                                                                                             | ※NHK"ロボコン2011"テーマソング                                                                                     |
| 2012年4月11日  | 人生強騒曲                          | 1. 人生強騒曲                                                                                           | ※カルピスソーダTVCMソング                                                                                          |
| 2015年8月19日  | かなわない夢                        | 1. かなわない夢                                                                                         | ※MINIALBUM「ミッドナイト in ジャパン」より先行配信                                                                 |
| 2021年4月14日  | ロックンロール                      | 1. ロックンロール                                                                                       | ※NEW SINGLE「ロックンロール」より先行配信                                                                          |
| 2021年9月15日  | これでいいのだ                      | 1. これでいいのだ                                                                                       | |
| 2023年12月16日 | 心のページ                          | 1. 心のページ 2. ガガガ音頭 3. ノベルライト                                                             | 全曲が小学館のライトノベルレーベルのガガガ文庫との"ガガガコラボ"によりラジオCMに使用するため制作されたタイアップ曲 |

### アルバム
|                | 発売日         | タイトル                             | 規格品番                                  | 備考                                                                                        |
| -------------- | -------------- | ------------------------------------ | ----------------------------------------- | ------------------------------------------------------------------------------------------- |
| 1st            | 2001年1月25日  | ガガガSP登場                         | R3RCD-009                                 |                                                                                             |
| 2nd            | 2002年3月6日   | 卒業アルバム                         | SRCL-5296                                 | 初回盤はスリーブケース仕様。オリコン最高15位、登場回数33回                                  |
| 3rd            | 2003年3月5日   | オラぁいちぬけた                     | SRCL-5538                                 | オリコン最高5位、登場回数13回                                                               |
| 4th            | 2005年3月9日   | 無責任一家総動員                     | SRCL-5890                                 | オリコン最高28位、登場回数6回                                                               |
| 5th            | 2006年5月17日  | 青春狂時代                           | SRCL-6265:初回生産限定盤 SRCL-6267:通常盤 | 初回版はDVD付。オリコン最高32位、登場回数4回                                                |
| ベスト         | 2007年4月25日  | ガガガSPベストアルバム               | SRCL-6549:初回生産限定盤 SRCL-6551:通常盤 | ベストアルバム第1弾。初回版はDVD付。オリコン最高31位、登場回数5回                           |
| 6th            | 2008年2月5日   | 声に出すと赤っ恥                     | OSRCD-003                                 | インディーズに戻り、最初のアルバム。オリコン最高22位、登場回数8回                           |
| 7th            | 2009年5月12日  | 金くれ!!愛くれ!!自由くれ!!           | OSRCD-007:初回生産限定盤 OSRCD-008:通常盤 | オリコン最高30位、登場回数4回                                                               |
| カバー         | 2010年4月13日  | PUNK is FOLK                         | OSRCD-009                                 | ガガガSPの原点であるフォークソングの曲を、パンクアレンジでカバーしたもの。オリコン最高134位 |
| セルフカヴァー | 2011年3月15日  | 俺様天才偉業集                       | OSRCD-010                                 | セルフカヴァーアルバム。オリコン最高67位、登場回数3回                                       |
| 8th            | 2013年1月15日  | 日常アナキズム                       | OSRCD-013                                 | オリコン最高81位                                                                            |
| 9th            | 2013年12月18日 | くだまき男の飽き足らん生活           | LDCD-50096                                | オリコン最高126位                                                                           |
| ベスト         | 2014年1月22日  | 自信満々良曲集                       | LDKRT-4                                   | TSUTAYAでのレンタル限定ベスト盤。                                                           |
| 10th           | 2014年12月10日 | ガガガを聴いたらサヨウナラ           | LDCD-50106                                | オリコン最高134位                                                                           |
| 11th           | 2015年9月30日  | ミッドナイト in ジャパン             | LDCD-50122/B                              | CD+DVDの形態のみでの発売。オリコン最高128位                                                 |
| ベスト         | 2017年5月3日   | オールタイムベスト 〜勘違いで20年!〜 | LDCD-50136                                | CD2枚組での発売。オリコン最高91位                                                           |
| 12th           | 2020年3月18日  | ストレンジピッチャー                 | OSRCD-014                                 | オリコン最高84位                                                                            |

### 参加作品
| 発売日         | タイトル                                                                    | 規格品番            | 備考 |
| -------------- | --------------------------------------------------------------------------- | ------------------- | --- |
| 2003年02月19日 | THE STORY OF RUN RUN RUN RECORDS VOL.ONE                                    | R3RCD-025           | 所属レコード会社のコンピレーションアルバム。「キング オブ クイーン」「平凡人よ」を収録。                   |
| 2003年07月09日 | Discover URC                                                                | IOCD-40033          | 「自衛隊に入ろう」を収録。                                                                                 |
| 2003年8月20日  | E.V.Junkie                                                                  | SRCL-5599           | 「晩秋」を収録。                                                                                           |
| 2005年01月26日 | PUNK ROCK CLIPS vol.1 ～Run Run Run Reocrds PV COLLECTION～                 | R3RDV-043           | 「京子ちゃん」を収録。                                                                                     |
| 2005年03月09日 | PUNK ROCK CLIPS vol.2～RUN RUN RUN Records PV COLLECTION～                  | R3RDV-044           | 「線香花火」を収録。                                                                                       |
| 2006年04月26日 | smart 10th&200anniversary                                                   | 170-LDKCD           | 「青春時代」を収録。                                                                                       |
| 2006年08月02日 | NARUTO BEST HIT COLLECTION 2                                                | SVWC-7367           | 「初めて君としゃべった」を収録。                                                                           |
| 2006年12月13日 | Jewel Songs 〜Seiko Matsuda Tribute & Covers〜                              | SRCL-6456           | 松田聖子トリビュートアルバム。「制服」をカバー。                                                           |
| 2007年10月24日 | 「クローズZERO」オリジナル・サウンドトラック                                | FLCF-4199           | 映画「クローズZERO」のサウンドトラック。「君の心に触れたくて」が、「クローズZERO応援歌」として収録された。 |
| 2008年02月02日 | 吉田拓郎トリビュート〜結婚しようよ〜                                        | TECI-1170           | 吉田拓郎のトリビュートアルバム。「人生を語らず」をカバー。                                                 |
| 2008年02月13日 | ムーヴィン!                                                                 | UICZ-1279           | 「My First Kiss」を収録。                                                                                  |
| 2009年03月25日 | P・T・A!～ピストルズ・トリビュート・アンセム～                              | PECA-44006          | 「ゴッド・セイヴ・ザ・クイーン - God Save the Queen」を収録。                                              |
| 2010年05月26日 | SPIRITS 30 ビッグコミックスピリッツ創刊30周年記念 TV & Movie テーマソング集 | BVCL-97             | 「卒業」を収録。                                                                                           |
| 2012年03月07日 | 東京こんぴ                                                                  | VICL-63845          | タイトルが「東京」という楽曲を集めたアルバム。2001年8月にリリースされた「東京」が収録されている。          |
| 2014年02月21日 | TVアニメ ムシブギョー オリジナル・サウンドトラック 常住音陣                 | AVCA-74230          | 「友よ」を収録。                                                                                           |
| 2014年02月21日 | TVアニメ ムシブギョー 旋律集 蟲の奏                                         | AVCA-74268          | 「友よ」を収録。                                                                                           |
| 2014年07月23日 | LINDBERG TRIBUTE~みんなのリンドバーグ~                                      | TECI-1410 TECI-1411 | LINDBERGトリビュートアルバム。「大キライ！」をカバー。                                                     |

### DVD
|     | 発売日         | タイトル                                               | 規格品番   | 備考                              |
| --- | -------------- | ------------------------------------------------------ | ---------- | --------------------------------- |
| 1st | 2003年4月23日  | 弱男の夕 〜1.19フリーライブin神戸〜                    | SRBL-1187  | オリコン最高25位                  |
| 2nd | 2003年9月26日  | オラぁいちぬけたツアー2003ドキュメント〜主に西日本編〜 | SRBL-1194  | オリコン最高146位                 |
| 3rd | 2003年10月29日 | オラぁいちぬけたツアー2003ドキュメント〜主に東日本編〜 | SRBL-1195  | オリコン最高107位                 |
| 4th | 2005年11月2日  | 俺様天才映像集                                         | SRBL-1264  | オリコン最高161位                 |
| 5th |                | ガガガSPライブ 其ノ一〜2007.2.19 大阪シャングリラ      |            | 受注生産品：販売受付2007年4月25日 |
| 6th |                | ガガガSPライブ 其ノ二〜適当全力男ツアー2007            | OSRDV-002  | 受注生産品:販売受付2007年11月27日 |
| 7th | 2009年07月08日 | ガガガと響く神戸の街                                   | TDV-19148D | オリコン圏外                      |
| 8th | 2011年4月27日  | ガガガSPライブ 其ノ三 長田大行進曲                     |            | オリコン最高位、登場回数回        |
| 8th | 2012年4月29日  | ガガガSPライブ其ノ四 長田大行進曲 2011                 |            | ライブ会場限定                    |

### 未発表デモ音源
1. 「47都道府県ツアー前半戦〜周年から執念へ〜」来場者特典CD
2012年でバンド結成15周年を迎え、記念に47全ての都道府県でツアーを敢行。ツアーの来場者に未発表デモ音源が収録されたCDを配布する。

- ガガガSPデモ其の一「ただひたすらの日常アナーキー」（作詞・作曲：山本聡・コザック前田）
- ガガガSPデモ其の二「君は思い出」（作詞・作曲：桑原康伸）
- ガガガSPデモ其の三「これこそが」（作詞・作曲：コザック前田）

## 主なライブ

### ワンマンライブ・主催イベント
- 2002年09月 - 長田行進曲
- 2005年08月 - ガガガSP 復活ワンマンライブ
- 2006年04月〜08月 - ガガガSP ツアー2006「青春狂時代」
- 2007年06月 - ガガガSP ワンマンツアー2007「適当全力男」
- 2008年02月 - ガガガSP シークレットワンマンLIVE
- 2008年03月〜06月 - ガガガSP ツアー2008「声に出すと赤っ恥」
- 2009年09月 - ガガガSP ワンマンツアー2009「金くれ!!愛くれ!!自由くれ!!」
- 2009年12月 - 長田行進曲
- 2010年09月 - 長田大行進曲
- 2011年06月〜07月 - ガガガSPツアー2011「デビュー10周年 それがどーした!」
- 2011年09月 - 長田大行進曲 2011
- 2012年05月〜07月 - ガガガSPツアー2012「結成15周年記念 47都道府県ツアー前半戦～周年から執念へ ～」
- 2013年01月 - 新生桑原康伸誕生!ガガガSP復活ワンマン。16年目突入!俺らはこういうバンドだ!
- 2013年01月 - ガガガSP ゲリラライブ
- 2013年03月〜04月 - 「日常アナキズムツアー2013」～執念から正念場へ～
- 2013年06月 - 長田大行進曲行脚 2013 ～若者よ書を読んでから街に出よ!そしてライブに来い!～
- 2013年12月 - ―ガガガSP PRESENTS― 『長田行進曲～17年目突入!今年は膵炎患者なしで神戸で対バカ騒ぎ!～』
- 2014年01月〜03月 - ガガガSPツアー2014「くだまき男の飽き足らん生活」
- 2014年06月 - ガガガSP主催興行 音楽戦線異状アリ!! 第1作目～爆裂若手狩り 神戸編～
- 2014年07月 - ガガガSP主催興行 音楽戦線異状アリ!! 第2作目
- 2014年08月 - 爆裂都市～2014最終章～
- 2014年12月 - 長田行進曲-18年目のライブ職人、ガガガSP渾身のワンマン興行!-
- 2015年02月〜06月 - ガガガSP 全国行脚ツアー2015 「ガガガを聴いたらコンニチワ!!」
w/STANCE PUNKS / KING BROTHERS / DOES / THE SKIPPERS / セックスマシーン / チリヌルヲワカ / 四星球 / BACKLIFT / FREE KICK / GASOLINE / LINK / PAN / SABOTEN / SALED / SYAS / THE BOYS&GIRLS / The Sensations / ギャーギャーズ / スナッチハンター / プププランド / メガマサヒデ / ワタナベフラワー / 人性補欠 / 銀杏BOYZ
- 2015年10月〜11月 - ガガガSP 7都市ツアー「ミッドナイト in ジャパン」
w/BRADIO / 打首獄門同好会 / ドクターソウル / ircle
- 2015年12月 - 結成19年&デビュー15周年突入記念ワンマンライブ 心斎橋BIGBAT 渋谷WWW

### 出演イベント
- 2002年08月16日 - RISING SUN ROCK FESTIVAL 2002 in EZO
- 2002年08月18日 - SUMMER SONIC 2002
- 2003年08月10日 - Sky Jamboree 2003 !!gan 顔晴れ bare!!
- 2003年08月24日 - MONSTER baSH 2003
- 2003年08月29日 - HOUND DOG BATTLE CLUB CIRCUST! 「負けるもんか2002」～踏んづけられても僕らは生きる!～
- 2003年09月07日 - ARABAKI ROCK FEST.09072003
- 2003年09月27日 - SET YOU FREE TOUR 2003
- 2006年04月27日 - ムラマサ☆ PARTY PIECE 005 EAST
- 2006年04月29日 - ARABAKI ROCK FEST.06
- 2007年10月21日 - 近畿大学 工業高等専門学校 学園祭ライブ
- 2007年10月27日 - 龍谷大学 龍谷十・二七事件～忘れられない日々に～
- 2007年11月24日 - 東洋大学学園祭
- 2008年08月16日 - RISING SUN ROCK FESTIVAL 2008 in EZO
- 2008年09月20日 - MASTER COLISEUM '08
- 2009年11月19日 - ジッタリン・ジン×ガガガSP
- 2010年05月02日 - COMIN'KOBE10
- 2010年08月22日 - MONSTER baSH 2010
- 2011年05月04日 - COMIN'KOBE11
- 2011年07月10日 - ET-KING presents 2マン・ライブ・ツアー2011
- 2012年04月29日 - ARABAKI ROCK FEST.12
- 2012年05月05日 - COMIN'KOBE12
- 2012年06月15日 - 四星球10周年記念興行第四弾～熊谷編～
- 2012年07月21日 - FREEDOM NAGOYA 2012
- 2012年08月09日 - THE SKIPPERS presents "PUNK DRUG NIGHT 2012"
- 2012年09月27日 - ユダ様生30周年記念特別企画 狂喜!!鬼畜生誕祭～30なってもようつべで女性アスリート検索してシコるもん☆編～@新宿ロフト
- 2013年02月09日 - DATSUN320 pre.雨上がりロックンロール Vol.10くらい
- 2013年02月10日 - 渋谷チェルシーホテル10周年感謝祭 その五
- 2013年02月17日 - STANCE PUNKS presents『火の玉宣言vol.37～火の玉名古屋襲撃2マン編～STANCE PUNKS vs ガガガSP』
- 2013年03月20日 - 花団「ウレカケタオトコタチツアー」
- 2013年03月26日 - THEラブ人間決起集会「セ・ラ・ヴィ!」
- 2013年04月07日 - 風とロック神戸 LIVE福島 CARAVAN日本 ～そして神戸で出会いましょう～
- 2013年04月29日 - COMIN'KOBE13
- 2013年06月30日 - 神戸ライブサーキットイベント ネコフェス2013
- 2013年08月06日 - PEACE MUSIC☆LIFE
- 2013年08月15日・16日 - ROTTENGRAFFTY "Walk" TOUR 2013-2014
- 2013年08月25日 - 1000000回殺しても殺したりないわvol.5
- 2013年09月21日 - MASTER COLISEUM'13
- 2013年09月29日 - 狂喜!!鬼畜生誕祭 ユダ様生誕31周年記念特別企画 "ユダフェスト"
- 2013年10月11日 - MINAMI WHEEL 2013 EXTRA
- 2013年11月20日 - DOES結成10周年企画第4弾「対バン10本勝負」
- 2014年01月12日 - STANCE PUNKS presents 火の玉宣言 vol.39
- 2014年04月28日・30日・05月02日 - マキシマム ザ ホルモン「太・太・太 2014～東北ライブハウス大作戦ツアー～」
- 2014年04月29日 - COMIN'KOBE14
- 2014年06月12日 - THE STARBEMS ULTRA OPERATION TOUR2014
- 2014年06月20日 - PAN「ヒズム ハズム リズム」RELEASE"ヒズムハズムリズムツアー"
- 2014年07月13日 - Mother ship vol.0.1
- 2014年09月28日 - あっちゃん (日本のロックの中心) 生誕50年祝賀大祭
- 2014年10月05日 - KISHU ROCK IMPACT 2014 -和歌山最大級 野外音楽祭-
- 2014年10月08日 - スペースシャワー列伝 100巻記念公演 第104巻 冩樂々の宴
- 2014年10月11日 - MINAMI WHEEL 2014
- 2014年10月12日 - DIVING ROCK 2014 in KANAZAWA
- 2014年10月13日 - ガリゲルpresents「おとあいM2」
- 2014年10月25日 - SABOTEN presents AFRICAN NIGHT SPECIAL
- 2014年11月03日 - 大阪市立大学杉本キャンパス 第64回 銀杏祭 「GINNAN ROCK FESTIVAL」
- 2014年12月12日・13日 - 忘れらんねえよ ツレ伝ツアーファイナル ～そして伝説へ～
- 2014年12月28日 - FM802 ROCK FESTIVAL RADIO CRAZY 2014
- 2015年01月17日 - KOBE NIGHT 2015
- 2015年01月18日 - GRANDLINE 2015
- 2015年02月21日 - DISK GARAGE MUSIC MONSTERS -2015 winter-
- 2015年03月11日 - MASTER PEACE'15
- 2015年03月21日 - SANUKI ROCK COLOSSEUM 2015
- 2015年03月22日 - Rakuten kobo presents MUSIC CUBE 15
- 2015年04月29日 - COMIN'KOBE15
- 2015年06月07日 - SAKAE SP-RING 2015
- 2015年06月28日 - ネコフェス2015 -KUDAKENEKO ROCK FESTIVAL 2015-
- 2015年07月04日 - 見放題2015
- 2015年07月22日 - OSAKA MUSE PRESENTS "メッチャエエカンジ～夏の3マンSHOW～"
- 2015年07月23日 - RAD ROCK RIOT "SUMMER SPECIAL" ～FREEDOM NAGOYA2015後夜祭～ DAY.4
- 2015年08月09日 - THE SKIPPERS presents PUNK DRUG NIGHT 2015
- 2015年08月15日 - DISCO INFERNO'15
- 2015年09月10日 - MERRY Grateful Year 2015「NOnsenSe MARkeT 2F」
- 2015年09月12日 - MASTER COLISEUM'15
- 2015年09月21日 - フリ放題2015
- 2015年09月26日 - 夢チカLIVE VOL.104
- 2015年10月03日 - MEGA★ROCKS 2015
- 2015年10月10日 - MINAMI WHEEL 2015
- 2015年10月17日 - SET YOU FREE SUMMER FESTA 2015
- 2015年10月18日 - サンボマスター 3×ボ=15 ANNIVERSARY サンボマスターとキミ TOUR 2015
- 2015年11月14日 - RISING HALL OPEN

## 出演番組
- コザック前田のガガガガ青春ラジオ（ラジオ関西）
- 24時間テレビ 「愛は地球を救う」（日本テレビ、2009年8月30日）